# Подмоле
 Тази статия е за охридското село.  За битолското вижте Подмол.  
Подмоле или Подмолие (тъй като л е палатализиран, се среща и изписване Подмолье, на македонска литературна норма: Подмоље) е село в община Охрид на Северна Македония.

## География
Селото е разположено на брега на Охридското езеро, на 7 километра северозападно от Охрид по пътя към Струга.

## История
На 1 km източно от Подмоле, в местността Кория – Манастирище, са открити следи от култови сгради. Вероятно, съдейки и по името на местността, тук е имало стар манастир. На 1 km североизточно от Кория и на 2 km от Подмоле в местността Селище, малка котловина, има остатъци от старо селище и еднокорабна църква и средновековен некропол в южната ѝ част.
В „Етнография на вилаетите Адрианопол, Монастир и Салоника“, издадена в Константинопол в 1878 година и отразяваща статистиката на населението от 1873 година Подмолие е посочено като село с 10 домакинства с 36 жители българи.
Според Васил Кънчов в 90-те години Подмол чифлик има 2 къщи. Според статистиката му („Македония. Етнография и статистика“) в 1900 година Подмолье е населявано от 40 жители, всички българи християни.
На Етнографската карта на Битолския вилает на Картографския институт в София от 1901 година Подмоле е чисто българско село в Охридската каза на Битолския санджак с 6 къщи.
В началото на ΧΧ век цялото население на селото е под върховенството на Българската екзархия. По данни на секретаря на екзархията Димитър Мишев („La Macédoine et sa Population Chrétienne“) в 1905 година в Подмолие има 48 българи екзархисти.
В 1934 година е изградена църквата „Св. св. Константин и Елена“.
Според преброяването от 2002 година селото има 331 жители.
| Националност     | Всичко |
| северномакедонци | 325    |
| албанци          | 0      |
| турци            | 0      |
| роми             | 0      |
| власи            | 0      |
| сърби            | 2      |
| бошняци          | 0      |
| други            | 4      |